# رافي وهبي
رافي وهبة (17 يونيو 1966 -)، ممثل وكاتب ومخرج درامي سوري، متزوج ولديه ولدين، له العديد من الأعمال الفنية المهمة منها مسلسل «غزلان في غابة الذئاب» 2006، والمسلسل التاريخي «القعقاع بن عمرو التميمي» عام 2010. شارك في أول مسلسل سوري رقمي "بدون قيد"، فكرة وتأليف ربيع سويدان ومروان حرب ومن إنتاج شركة Spring Entertainment.

## بدايته
أول أدواره التلفزيونية في العام 1995 حينما شارك بمسلسل «يوميات مدير عام» من إخراج هشام شربتجي

## أعماله

### في المسرح
شارك خلال مسيرته الفنية في العديد من العروض المسرحية:
- الغول
- الرقصة الأخيرة
- كاريكاتور
- الرجل المتفجر

### في السينما
- 2001: زهير الرمان.
- 2018: المهراجا

### في التلفزيون
تمثيلاً
- يوميات مدير عام ج1 1995
- تل الرماد  1996
- أيام الغضب 1996
- الجمل 1998
- تاج من شوك 1998
- الحنطة وبس 1998
- أنشودة الأمل 1999
- أسرار المدينة 2000
- أيام اللولو ج1 2000
- آباء وأمهات 2002
- الحجاج 2003
- قانون ولكن 2003
- غزلان في غابة الذئاب 2006
- أهل الغرام ج1 2006
- الزيزفون 2006
- الأستاذ 2006
- وصمة عار 2007
- أسير الانتقام 2007
- أهل الغرام ج2 2008
- وحوش وسبايا 2008
- موعد مع المطر 2008
- بقعة ضوء ج7 2010
- القعقاع بن عمرو التميمي 2010
- تيمور ج1 2010
- ضيعة ضايعة الجزء الثاني (في الحلقة بعنوان عازف اليقطين) 2010
- طعم الليمون- فيلم تلفزيوني 2011
- الخربة 2011
- الولادة من الخاصرة ج1 2011
- الحسن والحسين 2011
- كشف الأقنعة 2011
- بنات العيلة 2012
- عمر 2012
- سنعود بعد قليل 2013
- حلاوة الروح 2014
- العراب - نادي الشرق 2015
- بدون قيد، 2017

كتابةً
- عالمكشوف
- 2008
  - حارة عالهوا
  - موعد مع المطر
- 2010
  - تقاطع خطر
- 2011
  - تيمور ج1
  - طعم الليمون
- 2013 سنعود بعد قليل
- 2014 حلاوة الروح
- 2015 العراب - نادي الشرق
- 2020 بلا هيبة (فيلم)

إخراجاً
- حارة عالهوا (2008)
- 2020 بلا هيبة (فيلم)